# Kaiser-Wilhelm-Turm (Holzminden)

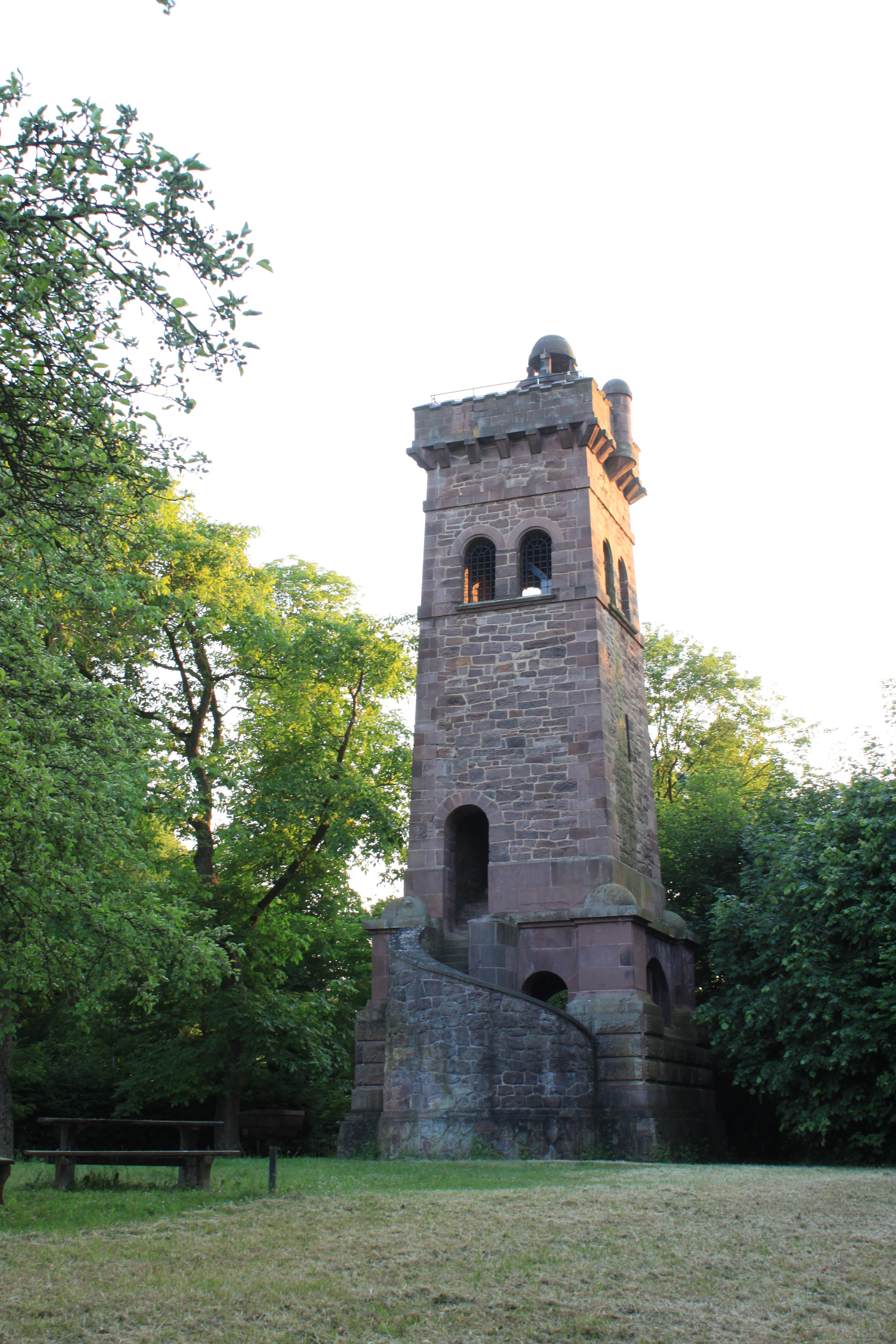
Kaiser Wilhelm Turm (2015)

Der Kaiser-Wilhelm-Turm ist ein zu Ehren des deutschen Kaisers Wilhelm I. bei Holzminden im niedersächsischen Landkreis Holzminden stehender Aussichtsturm. Er wurde 1908 errichtet und ist 17 m hoch.

## Geographische Lage
Der Turm steht im Stadtgebiet von Holzminden auf dem Westhang des südlich der Kernstadt gelegenen Sylbecker Bergs (174 m ü. NHN). Er befindet sich am südlichen Waldrand des Stadtparks auf etwa 170 m Höhe. Etwa 400 m westlich verläuft im Abschnitt Holzminden–Lüchtringen die Landesstraße 550.

## Geschichte und Beschreibung
Der 1908 auf quadratischem Grundriss aus Wesersandstein gemauerte Turm steht unter Denkmalschutz und verfügt über eine Aussichtsplattform, die sich über dem Turmzimmer befindet. Der westliche Randbereich der Plattform trägt einen runden Zierturm.
Ausblicke sind Richtung Weser und Solling möglich.